# Culicoides picturatus
Culicoides picturatus är en tvåvingeart som beskrevs av Kremer och Deduit 1961. Culicoides picturatus ingår i släktet Culicoides och familjen svidknott. Inga underarter finns listade i Catalogue of Life.